# Kryształowa Turandot
Kryształowa Turandot – rosyjska nagroda teatralna ustanowiona w 1991.
Jest to pierwsza po upadku ZSRR, niepaństwowa nagroda rosyjska w świecie teatru, ustanowiona przez osobę prywatną, jako niezależna nagroda widzów. Jej nazwa pochodzi od postaci z bajki włoskiego dramaturga Carlo Gozzi pt. Księżniczka Turandot. Cechą charakterystyczną nagrody jest to, że w składzie jej jury zasiadają osoby w żaden profesjonalny sposób nie związane z teatrem (ma to na celu zapewnienie maksymalnego obiektywizmu werdyktu). Jest nagroda o wymiarze lokalnym, dotyczącym moskiewskiego świata teatru.

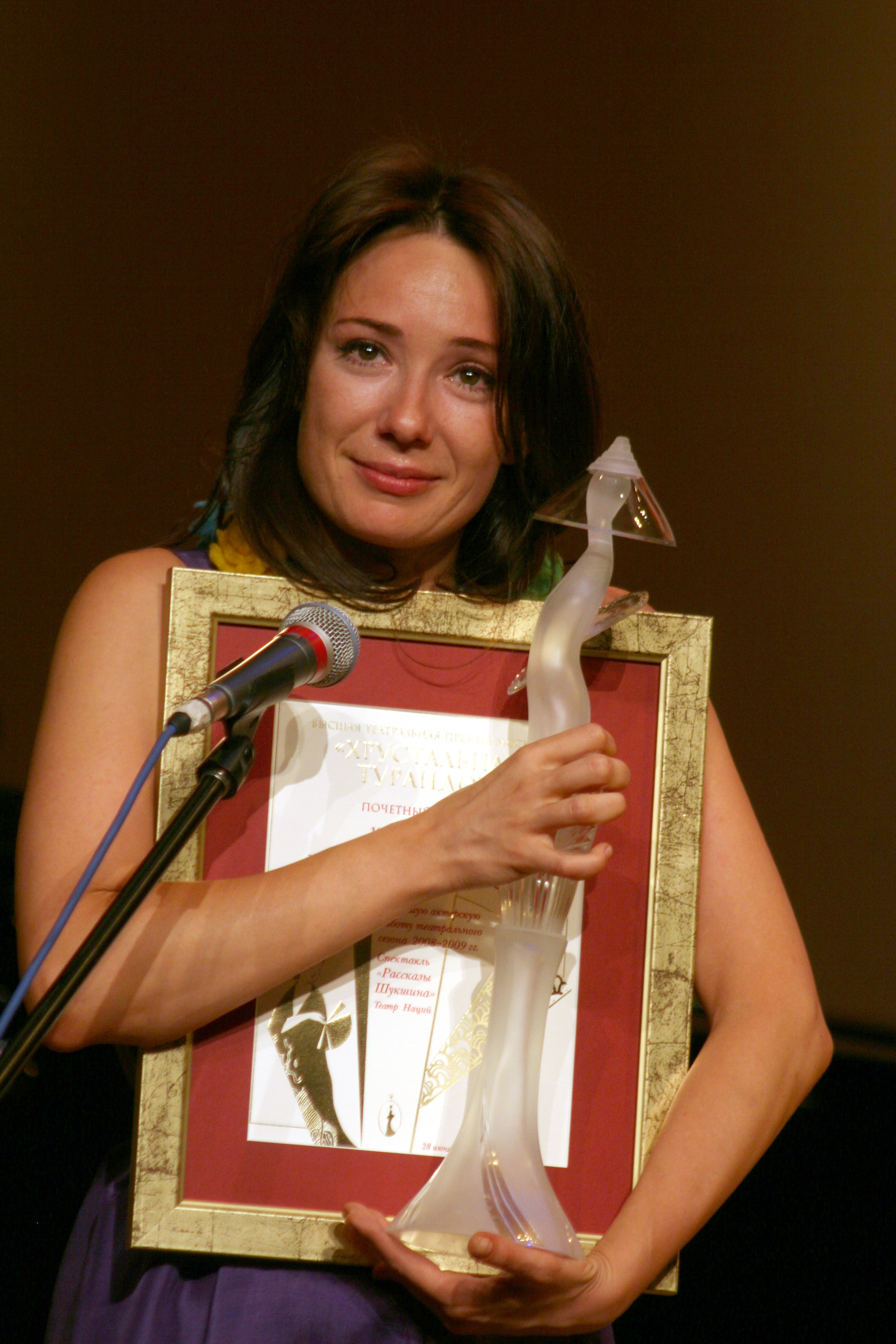
Jedna z laureatek nagrody (Czułpan Chamatowa) ze statuetką i pamiątkowym dyplomem

## Historia nagrody
Pomysłodawcą i założycielem nagrody był w 1991 roku rosyjski reżyser i scenarzysta Boris Bielenski. Początkowo była ona przyznawana tylko w jednej kategorii – najlepszy aktor (aktorka) teatralna. Pierwszą jej laureatką była Julija Borisowa. W kolejnych latach pojawiały się nowe kategorie. Autorami kryształowej statuetki wręczanej od 2002 roku są Tatjana Nowikowa i Natalia Wolikowa. Aż do przełomu XX i XXI wieku kapituła nagrody borykała się z problemami finansowymi – w 2002 i 2003 roku jej edycje nie odbyły się. Kłopoty te ustały wraz z utworzeniem przez Bielenkija specjalnego stowarzyszenia mającego wspierać ideę nagrody (stanął na jego czele) i któremu udało się pozyskać sponsorów.
W historii wręczania nagrody, uroczyste gale tego wydarzenia odbywały się w różnych miejscach, ale zawsze była to Moskwa. I tak, w kolejnych latach były to: Dom Zjazdów, Centralny Dom Aktora im. Jabłoczkinoj, pałac Kuskowo, Galeria Tretiakowska, Ośrodek Śpiewu Operowego im. Galiny Wiszniewskiej, Teatr "Nowa Opera", Teatr im. Wachtangowa.

## Kategorie
Nagroda jest przyznawana w kategoriach: "najlepsza rola żeńska", "najlepsza rola męska", "najlepszy debiut", "najlepsza scenografia", "najlepsza reżyseria", "najlepszy spektakl", "za wieloletnią i oddaną służbę na rzecz teatru", "najlepszy musical", "cudzoziemcowi za wkład w moskiewską sztukę teatralną" oraz w kategorii "za honor i godność". Oprócz nich nagroda na przestrzeni lat wręczana była w kategoriach specjalnych, przyznawanych jednorazowo i nieregularnie, tj. "najlepsza sztuka współczesna", "najlepsza oprawa muzyczna spektaklu". Z okazji XX-lecia nagrody w 2011 roku, przyznano ją w kategorii "za teatralne osiągnięcia". Nagroda w poszczególnych kategoriach nie jest wręczana cyklicznie, tzn. jeśli jury nie widzi godnego jej laureata – nie jest przyznawana. Na przykład nagroda w kategorii "cudzoziemcowi za wkład w moskiewską sztukę teatralna" był przyznana tylko trzykrotnie, ostatnio w 2006 roku.
W blisko trzydziestoletniej historii istnienia nagrody pośród jej laureatów znalazła się blisko setka czołowych postaci ze świata teatru rosyjskiego oraz wiele projektów scenicznych.